# 산소 중독
산소 중독(酸素中毒, oxygen toxicity)은 고도의 분압에서 분자 산소 (O
2)를 장기간 들이킬 때 악영향을 미치는 증상이다.

## 역사
중추신경계의 중독은 1878년 폴 베르가 처음 기술하였다. 산소가 곤충, 거미류, 다지류, 연체 동물, 땅벌레, 곰팡이, 발아세, 새 등의 짐승들에 중독성이 있다는 것을 보여주었다. 중추신경계의 중독은 "폴 베르 효과"로 알려져 있다.

## 분류
산소 중독의 영향은 영향을 받는 장기에 따라 분류할 수 있으며, 다음과 같이 세 가지 주요 증상을 나타낸다:
- 중추신경계: 고압 조건에서 발생하는 의식 상실에 이어 경련이 일어난다.
- 폐: 장기간 산소의 압력 상승에 노출되면 호흡 곤란과 가슴 통증이 일어난다.
- 눈 (망막 병증): 장기간 산소의 압력 상승에 노출되면 눈의 변화가 발생한다.

## 같이 보기
- 질소 중독